# Pjevajte Gospodu pjesmu novu
Pjevajte Gospodu pjesmu novu je hrvatska crkvena pjesmarica i orguljski pjevnik za liturgijsku glazbu. Liturgijska pjesmarica izdana je odobrenjem biskupske konferencije. Izdaju ju Institut za crkvenu glazbu Katoličkoga bogoslovnog fakulteta u Zagrebu i Hrvatsko književno društvo sv. Ćirila i Metoda.:3 Doživjela je nekoliko izdanja, počevši od 1985. godine.

## Namjena
Namijenjena je puku (župnim, sjemenišnim i samostanskim zajednicama) kao glavni glazbeni priručnik za liturgijsko slavlje Euharistije, sakramenata i blagoslovina kroz blagdane i vremena crkvene godine; za pučke i privatne pobožnosti, hodočašća, kateheze i obiteljska slavlja.:9-10 Sastavljena je po načelima hrvatskih cecilijanaca.:8

## Povijest
Prvo izdanje priredila je Komisija imenovana od Biskupske konferencije Jugoslavije na Institutu za crkvenu glazbu KBF-a u Zagrebu. Izdana je odobrenjem BKJ-a br. 2/BK - 83 od 10. siječnja 1983. Odgovorni urednik je mo. Anđelko Milanović, glavni urednik je mo. Izak Špralja, liturgijski urednik je dr. Vladimir Zagorac te tehnički urednici Josip Korpar i mo. Ante Krešo Samardžić. Izdanje je »SV. CECILIJE«, časopisa za duhovnu glazbu, a suizdavači su Institut za crkvenu glazbu KBF-a u Zagrebu i Hrvatsko književno društvo sv. Ćirila i Metoda u Zagrebu.:4 Izdana je na Bogojavljenje u Zagrebu 1985. godine. Uz Pavlinsku pjesmaricu, Cithara octochorda, Pjesmarica Đure Vejkovića te Hrvatski crkveni kantual, zbirke hrvatskoga duhovnog glazbenog nasljeđa, Pjevajte Gospodu pjesmu novu pridružila se tom nizu, kao zbirka hrvatskoga crkvenog pučkog pjevanja.:5

## Sadržaj
Priređene Ponuđene jedinice prireditelj je napravio uglavnom za jednoglasno i dvoglasno pučko pjevanje. Manja količina građe namijenjena je troglasnom, odnosno četveroglasnom mješovitom zboru, odnosno puku i zboru. Priređivač je nakanio ponuditi što više jedinica iz hrvatske liturgijsko-glazbene baštine te novonastale skladbe skladane za obnovljeno bogoslužje na materinskom hrvatskom jeziku. Izbor skladba obuhvaća prikladne tekstovno-glazbene oblike za bogoslužje: psalme, himne, popijevke, antifone itd. Sukladno odrednicama Drugoga vatikanskog sabora, izabrane glazbene jedinice obogaćane su jednostavnim gregorijanskim napjevima, koji su tradicijsko pjevanje opće Crkve rimskog obreda, te napjevima hrvatskoga liturgijskoga glazbenog folklora, tradicionalnog pjevanja Crkve u Hrvata.:10
Jedinice su u načelu poredane ovim redom, osim ponekad, kad je radi praktičnosti malo promijenjen poredak da bi jedinice koje se odnose na isti blagdan ili isto otajstvo bile zajedno::9
- liturgijski tekstovi Misala, Časoslova i Obrednika;
- psalmi za slobodnu uporabu;
- himni;
- popijevke.

Većina napjeva ima instrumentalni uvod i zaključnu kadencu. Dio predigra i završetaka skladatelji su priredili za Novu crkvenu pjesmaricu i za Pjevajte Gospodu pjesmu novu, a dio je preuzet iz zbirke Predigre za orgulje ili harmonij pučkim popijevkama Hrvatskog crkvenog kantuala Albe Vidakovića iz 1969., odnosno iz zbirka crkvenih popjevaka. Neke jedinice nemaju predigru ni završetak. Jedina uloga predložena instrumentalnog uvoda kod otpjevnih psalama i poklika (npr. aleluja) jest intonacija i ne ponavlja se tijekom izvođenja. Izmjenično pjevanje obilno je zastupljeno.:11
Liturgijski tekstovi uzimaju se za blagdane ili dane za koje su određeni. Skladane ulazna pjesma i pričesne pjesme nedjelja kroz godinu mogu se rabiti i za neku drugu nedjelju istoga vremena. Bilo koje nedjelje ili svagdana pojedinih vremena mogu se uzeti zajednički otjevni psalmi tih vremena. Himni su primarno komponirani za slaviti Časoslov, zbog čega ih treba uzimati u časovima molitve za koje su određeni. Može ih se uporabiti i za misne pjesme (ulazna, prinosna, pričesna ili zahvalna pjesma nakon pričesti) u vremenu kojem pripadaju. Za ine liturgijske čine poput sakramenata i blagoslovina također ih se može uzeti i baš za takvu uporabu su probrani neki tekstovi himana. Popijevke su odobrene za liturgijsku uporabu. Može ih se rabiti kao ulazne, darovne i pričesne pjesme u liturgijskom vremenu za koje su određene ili kao pjesme u slavljenju sakramenata i blagoslovina, ako su sadržajem prikladne za to. Ispred himana navedeni psalmi kao pjesme izjednačuju se u uporabi s popijevkama.:9
Dodatak sadrži popijevke koji ne zadovoljavaje kriterijima za liturgijsku uporabu, ali mogu služiti u neliturgijskim slavljima: pučkim i privatnim pobožnostima, hodočašćima, katehetskim i obiteljskim slavljima.:9

## Harmonizacija napjeva
U izdanju iz 1983. predloženo dvoglasje dionice, nagovijestilo je novu harmonizacijsku obradu većeg dijela hrvatskih dotadašnjih liturgijskih popjevaka. U izdanju iz 2010. zadržane su harmonizacije napjeva iz prethodnih zbirka u onim jedinicama u kojima je napjev predložen u jednoglasju, tj. kad je slučaj da je isti autor napjeva i harmonizacije pa je bila moguća harmonijska prilagodba.:10
Pri instrumentalnoj pratnji pučkog pjevanja, mora se razlikovati gregorijanske napjeve od pučkih popjevaka. Prve se mora redovito pratiti tišim registrima jer time napjev dolazi do puna izražaja, dok harmonijska pratnja tek podržava napjev. Punijom zvučnošću glazbala prati se pučke popijevke da bi do puna izražaja došli i napjev i harmonijsko suzvučje koje daje nužni sjaj i poticaj pučkom pjevanju.:10
Voditelj pjevanja (orguljaš), harmonijskom se pratnjom služi imajući u vidu različita doba liturgijske godine, odnosno različita slavlja, repertoar popjevaka te način pjevanja zajednice vjernika u kojoj predvodi liturgijsko pjevanje. Odnosno, valja prilagoditi sviranje liturgijskom »trenutku«.:10

## Vanjske poveznice
- PGPN na stranicama Varaždinske biskupije
- PGPN na stranicama Hrvatskoga društva crkvenih glazbenika
- PGPN u Internet Archive